# Eunidia postfasciata
Eunidia postfasciata es una especie de escarabajo longicornio del género Eunidia, categorizada en la tribu Eunidiini, de la subfamilia Lamiinae. Fue descrita por Breuning en 1947.

## Descripción
Mide 8 mm de longitud.

## Distribución
Se distribuye por Kenia.